# MBRF Global Foods Company
MBRF Global Foods Company é uma empresa brasileira de alimentos, fundada após a fusão das empresas BRF e Marfrig.

## Histórico
Em 15 de maio de 2025, a Marfrig anunciou a fusão com a BRF, que juntas terão faturamento total de 152 bilhões de reais e operações em 117 países, com produção anual estimada em 8 milhões de toneladas. Estima-se que 43% de todo o faturamento virá dos Estados Unidos.
A Marfrig já detém 50,49% das ações da BRF. As assembleias para aprovação da incorporação estão marcadas para 18 de junho de 2025.
Nos Estados Unidos, a Marfrig é dona da National Beef Packing Company.
Marcas importantes como Banvit, Bassi, Perdigão, Qualy, Sadia são parte do portfólio da empresa.